# ミアジーノ
ミアジーノ（伊: Miasino）は、イタリア共和国ピエモンテ州ノヴァーラ県にある、人口約800人の基礎自治体（コムーネ）。

## 地理

### 位置・広がり
| 隣接するコムーネは以下の通り。 - アメーノ - アルメーノ - オルタ・サン・ジューリオ - ペッテナスコ |

## 行政

### 分離集落
ミアジーノには、以下の分離集落（フラツィオーネ）がある。
- Carcegna, Pisogno, Tortirogno